# Martin Frobisher
Martin Frobisher (Wakefield, Yorkshire, c. 1535 o 1539 — Plymouth, 22 de noviembre de 1594) fue un marino inglés que hizo tres viajes al Ártico para buscar el Paso del Noroeste. Todas las expediciones arribaron al noreste de Canadá, en torno a Isla Resolución y bahía Frobisher y en ellas exploró las costas de la isla de Baffin, el estrecho de Hudson y la bahía que lleva su nombre.
En su segundo viaje de 1577, Frobisher encontró lo que él pensaba era oro y llevó 200 toneladas de ese mineral de vuelta a casa en tres naves, donde una valoración previa determinó que se obtendría un beneficio de £5 por tonelada. Alentado, Frobisher regresó a Canadá con una flota aún mayor y excavó varias minas alrededor de bahía Frobisher. Regresó con 1350 toneladas de mineral y, después de años de fundición, se dieron cuenta de que tanto ese lote de mineral como el anterior no tenían ningún valor, ya que resultó ser pirita, lo que hoy se conoce como «el oro de los tontos».
Participó en la expedición corsaria de Francis Drake a América en 1585) y luego en el enfrentamiento contra la Armada Invencible (1588) y en reconocimiento a ese servicio fue nombrado caballero. Murió en Pymouth, pocos días después de recibir una herida de bala cerca de Brest en el asedio del Fuerte Crozon, para apoyar a Enrique IV de Francia contra la Liga Católica y los españoles.

## Infancia
Martin Frobisher nació en Wakefield, Inglaterra y era el más joven de cinco hermanos. Su padre fue Bernard Frobisher y su madre Margaret York, miembro de una familia noble de la pequeña localidad de Altofts en la parroquia de Normanton, Yorkshire, Inglaterra. La familia paterna descendía de John Frobysler (nacido alrededor del 1255), un escocés que fue a luchar por  Eduardo I en las guerras galesas y que en recompensa recibió tierras en Chirk en Flintshire, Gales del Norte. 
Su madre enviudó muy pronto y Martin a una temprana edad, fue enviado a una escuela en Londres, donde estuvo al cuidado de su tío, Sir John York. En 1553, Sir John le envió a la mar con una expedición comercial a la costa de Guinea (África), y Martin logró sobrevivir falleciendo las tres cuartas partes de la tripulación. Al año siguiente, en otra expedición a Guinea, fue retenido como rehén por un jefe africano durante varios meses antes de ser liberado.
Los años que siguieron a la vuelta de este viaje y hasta 1573, vieron crecer su prestigio y situación social, emprendiendo toda clase de aventuras al amparo de la armada inglesa.
En 1565, ya se le conoce como capitán Martin Frobisher y en 1571-72 servía a la reina en las costas de Irlanda. Frobisher fue acusado de piratería por lo menos tres veces, aunque los casos nunca fueron a juicio. Se casó en 1559.

## El primer viaje en busca del Paso del Noroeste (1576)
Ya en 1560 o 1561, Frobisher había tomado la determinación de emprender un viaje en busca del Paso del Noroeste, una nueva ruta comercial a la India y China (conocida en ese momento como Catay). Le llevó quince años obtener la financiación necesaria para su proyecto y hasta 1576 Frobisher no logró convencer a la Muscovy Company, un consorcio de comerciantes ingleses que anteriormente había enviado varias expediciones a buscar el pasaje del Noroeste, para que financiase su expedición. Con la ayuda de Michael Lok, el director de la compañía, Frobisher fue capaz de reunir el capital suficiente para tres barcos: el Gabriel, construido expresamente para esta misión y capitaneado por Christopher Hall; el Michael, adquirido para ese viaje, y capitaneado por Owen Griffyn (ambos aproximadamente de unas 20-25 toneladas cada uno); y una pequeña pinaza de diez toneladas. El total de las tripulaciones estaba formada por unos 35 hombres. El cartógrafo John Dee pasó la primavera en los barcos instruyendo a los oficiales sobre como manejar los nuevos instrumentos que les permitirían orientarse con ayudad de la cosmografía y las matemáticas.
Frobisher, almirante y piloto de la flota, levó anclas en Blackwall, Londres, y, después de haber recibido buenos deseos de la misma Reina Elizabeth I al cruzar frente a Greenwich, zarpó el 7 de junio de 1576, por la ruta de la islas Shetland. El 1 de julio lograron avistar la costa oriental de Groenlandia. En una violenta tormenta, la pinaza con sus cuatro hombres se hundió y el Michael se perdió. Quedó tan dañado por el hielo que debió de regresar a Inglaterra, donde dio la noticia de que los otros miembros de la expedición habían naufragado. Sin embargo, el Gabriel logró bordear Groenlandia y emprendió rumbo oeste, «sabiendo que el mar por mucha longitud al final debe de acabar, y que la tierra debe comenzar a existir». Lograron avistar tierra el 28 de julio, casi con seguridad la costa de la isla Resolución. Al norte descubrió un gran estrecho, que el pensó dividía América, al sur, de Asia, al norte, y al que dio nombre, siguiendo el ejemplo de Magallanes, como estrecho de Frobisher (en realidad, las aguas de una bahía de la isla de Baffin). 
Unos días más tarde, alcanzó la boca de bahía Frobisher y el hielo y el viento le impidieron seguir viaje en dirección norte. Frobisher decidió navegar hacia el oeste por el paso (que él pensó era un estrecho) para ver «si podría llevarle a su través a algún mar abierto en el otro lado». Alcanzaron la costa del fondo de la bahía el 18 de agosto y a finales de agosto los miembros de la expedición encontraron algunos nativos inuits, deseosos de intercambiar carne y pieles por vestimentas y baratijas. Acordaron con uno de ellos, mediante señas, que les guiaría a través de la región hacia el mar del Oeste, y Frobisher envió a cinco de sus hombres en un bote de regreso a tierra con ese guía, advirtiéndoles que no perdieran de vista el barco y evitasen acercarse a los demás nativos. Sus hombres debieron de desobedecer y desaparecieron de su vista y al parecer fueron tomados cautivos por los inuits. Tras tres días de espera, Frobisher recorrió las costas cercanas en su búsqueda pero no pudo encontrarlos. Alarmado, decidió emprender el regresó y, cuando abandonaba las aguas de la bahía, tomó como rehén a un inuit que se acercó en su kayak para comerciar, para ver si podía realizar un intercambio por los desaparecidos. El esfuerzo fue infructuoso y sus hombres nunca fueron vistos de nuevo, pero alguna leyenda inuit hablan de unos hombres blancos que vivieron entre ellos durante unos años hasta que murieron tratando de abandonar la isla Baffin en un barco que ellos mismos habrían construido. Frobisher retornó a casa, con su rehén, y llegó a Londres el 9 de octubre. Fue recibido con gran alegría y sorpresa, ya que se les daba por desaparecidos. Además, el esquimal y su extraña canoa causaron sensación, aunque pronto falleció a causa de un resfriado. Frobisher había prometido entregar a Michael Lok la primera cosa que encontrase de interés, y había llevado una «pieza de una piedra negra». Se hicieron ensayos con ella, aunque sólo uno de los cuatro expertos consultados, un italiano llamado Agnello, creía que del mineral podría extraerse oro: los demás pensaban que se trataba de marquesita. Sin embargo, los partidarios de Frobisher, dirigidos por Michael Lok y la Muscovy Company, utilizaron esa evaluación para presionar en favor de la inversión para realizar otro viaje.

## El segundo viaje (1577)
Al año siguiente se llevó a cabo una expedición mucho mayor que la primera. La Reina puso a disposición de la recién creada Compañía de Cathay el Ayde, un gran barco de la Royal Navy de 200 toneladas y además contribuyó con 1000 libras a esa compañía cuyo fin era organizar una nueva expedición. A la Compañía de Catay se le concedió una carta de la corona, dándole el derecho exclusivo de navegar en todas las direcciones, salvo el este. Lok fue nombrado Gobernador y Frobisher Alto Almirante de todas las tierras y aguas que pudieran descubrir. 
El 27 de mayo de 1577 la expedición, compuesta, además de por el Ayde, nuevamente por el Gabriel y el Michael, partió de Harwich con un complemento total de 120 hombres, entre ellos mineros, refineros, caballeros y soldados. Navegando por el norte de Escocia, rodearon Groenlandia por el sur pero no pudieron desembarcar a causa del hielo. Llegaron a isla Hall, en la boca de la bahía de Frobisher, el 17 de julio. Unos días más tarde, se tomó posesión solemnemente en nombre de la reina de esas tierras y de la parte sur de la bahía. 
Llevó varias semanas recolectar minerales, con la ayuda de cinco mineros, pero se hizo muy poco en el objetivo inicial del descubrimiento de la nueva ruta, ya que en encargo de su misión especificaba especialmente «solo para la búsqueda de mineral de oro, y aplazar el ulterior descubrimiento del pasaje hasta otro momento». Mientras los mineros trabajaban, y parte de la tripulación cargaba el Ayde Frobisher hizo muchos parlamentos y algunas escaramuzas con los nativos, pero los intentos realizados para recuperar los hombres capturados el año anterior fueron inútiles. Antes de emprender el regreso, el 23 de agosto, nuevamente tomó a un nativo, a su mujer y un niño. El Ayde llegó a Milford Haven el 23 de septiembre y el Gabriel y el Michael arribaron más tarde, por separado, uno en Bristol y el otro en Yarmouth. 
Frobisher fue recibido y agraciado por la reina en el Castillo de Windsor. Se realizaron grandes preparativos y un gasto considerable para el ensayo de la gran cantidad de «mineral» (aproximadamente 200 toneladas) llevada de vuelta. Llevó mucho tiempo y fue motivo de una disputa considerable entre los inversores de la compañía de Cathay sobre la rentabilidad del mineral, sobre si tenía o no oro. Los tres esquimales murieron un mes después de su llegada a Inglaterra.

## El tercer viaje (1578)
Mientras tanto, la fe de la reina y otros se mantuvo firme en la productividad de los territorios recientemente descubiertos, a los que ella misma nombró como Meta Incógnita. Resolvió enviar una expedición más grande que nunca, con todas las necesidades básicas para el establecimiento de una colonia de 100 hombres y Frobisher fue nuevamente el encargado de dirigirla al frente del Ayde. Fue recibido por la reina, y Su Majestad le puso una elegante cadena de oro alrededor de su cuello. 
El 3 de junio de 1578 la expedición, que consistía en quince buques, dejó Harwich, y navegando por el Canal de la Mancha, el 20 de junio llegó al sur de Groenlandia, donde Frobisher y algunos de sus hombres alcanzaron tierra y tomaron posesión de ella en nombre de la reina, llamándola «West England». El 2 de julio, la zona de bahía Frobisher fue avistada. El tiempo tormentoso, los vientos contrarios y el peligroso hielo les impidieron llegar a tierra y causaron el naufragio del Dennis, un velero de tres mástiles de 100 toneladas cuya tripulación fue rescatada. La flota fue obligada, sin darse cuenta, a embocar un nuevo estrecho (el estrecho de Hudson) y después de internarse unas sesenta millas en este «erróneo estrecho» («mistaken strait»), Frobisher con aparente desgana ya que estaba convencido de navegar hacia China, volvió hacia atrás siguiendo los consejos de otros oficiales (en especial, de James Beare, un capitán que había hecho una carta de la costa en 1577, y Christopher Hall, su piloto en jefe) y después de muchos contratiempos y separaciones —uno de los barcos desertó y volvió rumbo a Inglaterra—, la flota llegó por fin a anclar en un pequeño brazo interior de la bahía de Frobisher, casi a finales de julio, al que bautizó como estrecho de la condesa de Warmick, en honor de uno de los miembros del consejo que había aconsejado su viaje. 
Se hicieron varios intentos de fundar un asentamiento y una gran cantidad de mineral fue embarcado, pero las disensiones y el descontento impidieron el éxito del asentamiento, agravado porque la mayoría de la madera y material necesario para los nuevos edificios había desaparecido con el barco hundido. (Los restos de este asentamiento fueron encontrados en 1861-62 por la expedición de Charles Francis Hall). En el último día del mes de agosto, la flota emprendió su regreso a Inglaterra, donde arribó a principios de octubre. El mineral fue llevado a una planta de fundición, especialmente construida, en Powder Mill Lane en Dartford (condado de Kent). A pesar de los muchos intentos realizados, el oro jamás apareció y no valía la pena fundirlo, por lo que fue utilizado en la construcción de las carreteras isabelinas. Este fue el final de los intentos de Frobisher por alcanzar el Paso del Noroeste.

## Acción contra los españoles (1580-88)
Tras el fracaso de la compañía Cathay, Frobisher continuó su carrera en la Royal Navy. En el otoño de 1578, participó en una campaña que fue a sofocar una rebelión en Irlanda y en 1580, Frobisher fue destinado como capitán de uno de los buques de la reina en prevención de los planes de España de ayudar a Irlanda en su resistencia frente a la invasión inglesa, y en ese mismo año obtuvo la garantía de la reversión del alistamiento en la Royal Navy. 
En 1585, mandó el Primrose, como vicealmirante de Sir Francis Drake en una expedición de 25 barcos a las Indias occidentales (Caribe), de la que regresaron al año siguiente con un botín tomado a los españoles de más de 60.000 libras. En 1587, Frobisher, atacó Cádiz y Jerez y se llevó 3.000 odres de vino: este botín puso de moda el jerez en la corte inglesa. 
Poco después, el país se vio amenazada con la invasión de la Armada Española y el nombre de Frobisher fue uno de los cuatro mencionados por el Lord Alto Almirante en una carta dirigida a la reina de «los hombres de mayor experiencia que tiene este reino». Por sus señalados servicios en el Triumph, en la dispersión de la Armada, Martin Frobisher fue nombrado caballero en 1588. Durante la primavera de 1589, Sir Martin colaboró con Drake, para hostigar a los buques mercantes españoles, y continuó cruzando el Canal hasta 1590, en que fue enviado al mando de una pequeña flota a la costa de España. 

## Sus últimos años
En 1591 visitó su natal Altofts y allí se casó con su segunda esposa, una hija de Lord Wentworth, convirtiéndose al mismo tiempo en terrateniente en Yorkshire y Notts. Encontró, sin embargo, poco placer en la vida del campo y al año siguiente se hizo cargo de la flota enviada por Sir Walter Raleigh a las costas españolas, regresando con un rico premio. 
En noviembre de 1594, fue encargado de una escuadra en el asedio y socorro de Brest, cuando recibió una herida de bala en Fort Crozon, una fortaleza en poder español y debido a la mala atención médica, falleció días más tarde, el 15 de noviembre, en Plymouth. Sus órganos fueron enterrados en St Andrew's Church, en Plymouth el 22 de noviembre y su cuerpo fue llevado a Londres y enterrado en la iglesia medieval de St Giles-without-Cripplegate.

## Reconocimientos
Además de la bahía canadiense, llevan su nombre una de las cuatro escuelas de la Queen Elizabeth's Grammar School, en Blackburn, y uno de los cuatro edificios de la escuela Bishopsgate en Englefield Green, así como el centro educativo de Altofts (infantil/primaria).
El crucero de la Royal Navy HMS Frobisher llevó su nombre entre 1924 y 1949, en que fue desguazado.